# Mycobacterium leprae
Pour les articles homonymes, voir Hansen.
 (novembre 2022).
Si vous disposez d'ouvrages ou d'articles de référence ou si vous connaissez des sites web de qualité traitant du thème abordé ici, merci de compléter l'article en donnant les références utiles à sa vérifiabilité et en les liant à la section « Notes et références ».
Espèce
Mycobacterium leprae (ou bacille de Hansen) est la bactérie responsable de la lèpre chez l'homme (et le tatou).
C'est un bacille intracellulaire, pléomorphique (le plus souvent en forme de bâtonnet), acido-alcoolo-résistant, à métabolisme aérobie.
Il apparaît en microscopie optique (après coloration de Ziehl-Neelsen) sous forme d'amas ou de chaînettes.
Il a été mis en évidence en 1873 par le médecin norvégien Gerhard Armauer Hansen qui le cherchait dans des lésions cutanées d'un patient atteint de lèpre.
Le génome de Mycobacterium leprae a été entièrement séquencé. Il comporte 1 600 gènes dont la moitié ne code aucune protéine. Ceux-ci auraient subi des mutations, ce qui expliquerait la croissance très lente du bacille (15 à 20 jours au sein d’un hôte) et son caractère incultivable. En effet, la culture de ce bacille n'a jamais été possible in vitro, mais on peut obtenir une réplication localisée dans le coussinet plantaire de la souris immunocompétente.

## Facteurs de virulence
M. leprae étant une bactérie intracellulaire, elle échappe aux anticorps. Cependant, elle est détruite par la réponse immunitaire à médiation cellulaire.
Le bacille de la lèpre :
- possède une glycoprotéine de surface qui le protège de l’action des macrophages ;
- est doté d’une croissance (très) lente qui permet sa survie dans le macrophage ;
- est capable de moduler la réponse immunitaire (à médiation cellulaire) qui conditionne l’issue de la maladie.